# Качка далекосхідна
Качка далекосхідна (Mareca falcata) − водоплавний птах родини качкових (Anatidae). Поширений у Східній Азії.

## Поширення
Розмножується на більшій частині південно-східного Сибіру (Росія), на півночі Монголії, північному сході Китаю та у Японії. Зимує в Китаї (78 000), Японії (9 000), Північній Кореї та Південній Кореї (2 000). Він також регулярно зимує в невеликих кількостях у Бангладеш, північно-східній частині Індії, у Непалу, на Тайвані, на півночі Лаосу, у М'янмі, Таїланді і В'єтнамі. Бродяжні птахи спостерігалися в Азії, Європі та Північній Америці.
Мешкає у низинних водно-болотних угіддях, таких як затоплені луки чи озера, де харчується рослинами.

## Опис
Довжина тіла 46–54 см, маса тіла самця 590—770 г, самиці 422—700 г, розмах крил 78–82 см. У самця голова зеленувато-бура з відблиском. На шиї спереду невелика довгаста пляма з чорною горизонтальною лінією, хвіст чорний, ноги темно-сірі, грудка чорно-біла, тіло попелясто-сіре. У позашлюбному оперенні самець схожий на самку, за винятком того, що має зелений блиск на голові. Самиця коричнева, трохи світліша спереду, з сірим дзьобом і білими горлом і смугою між шиєю і тілом, дзеркальце чорне.